# Tibioploides stigmosus
Tibioploides stigmosus är en spindelart som beskrevs av Xia et al. 200. Tibioploides stigmosus ingår i släktet Tibioploides och familjen täckvävarspindlar. Inga underarter finns listade i Catalogue of Life.